# Bunuri mobile din domeniul artă plastică clasate în patrimoniul cultural național al României aflate în județul Covasna
Acestă listă conține bunurile mobile din domeniul artă plastică clasate în Patrimoniul cultural național al României aflate la momentul clasării în județul Covasna.

## Tezaur
| Foto | Informații generale                             | Detalii tehnice | Descriere | Deținător                                 | Legături |
| ---- | ----------------------------------------------- | --- | --- | ----------------------------------------- | -------- |
|      | Nemes Jánosné Autor: Vastagh György             | Datare: 1870 Școală: Școală austriacă Dimensiuni: 120x94 cm Material: ulei pe pânză                                                                  | Reprezintă o femeie nobilă înbrăcată elegant, cu un evantai în mână. Semnat stânga jos: Vastag, nedatat. | Muzeul Național Secuiesc, Sfântu Gheorghe | Cimec    |
|      | Demeter Károlyné Autor: Vastagh György          | Datare: 1862 Școală: Școală austriacă Dimensiuni: 114,5x95 cm Material: ulei pe pânză                                                                | Reprezintă o femeie nobilă înbrăcată elegant, cu un evantai în mână. Semnat stânga jos: Vastag 1862. | Muzeul Național Secuiesc, Sfântu Gheorghe | Cimec    |
|      | Haller Anna Autor: Sikó Miklós                  | Datare: mijlocul secolului XIX (1859 ?) Școală: Școală maghiară Dimensiuni: 10,6x8,1 cm Material: pictură; miniatură; acuarelă; tempera pe fildeș    | Reprezintă pe contesa Haller Anna. Portret în miniatură, pe foaia de fildeș. Culori: brun, gri, negru. Semnat stânga jos: Sikó (1859). | Muzeul Național Secuiesc, Sfântu Gheorghe | Cimec    |
|      | Szentiványi Ignácné Autor: Sikó Miklós          | Datare: 1861 Școală: Școală maghiară Dimensiuni: 27x23 cm Material: acuarelă pe carton                                                               | Portret de femeie elegantă, în miniatură. Figură șezând. Lucare împachetată într-o mapă de carton, învelită cu piele. Culori: gri, verde și alb. Inscripție cu tuș negru, stânga jos: "Sepsi-szent-iványi Szent-Iványi Ignáczné. Alsó-zaturcsai- Zathureczky Mária-Zsuzsánna. Festette Sikó Miklós 1861-ben". Semnat dreapta jos: Sikó 1861. | Muzeul Național Secuiesc, Sfântu Gheorghe | Cimec    |
|      | Sethál Ferencné Autor: Szathmary, Carol Popp de | Datare: 1875 Școală: Școală maghiară Dimensiuni: 54,5x39,5 cm Material: acuarelă pe carton                                                           | Figură feminină elegantă, nobiliară, în picioare, în albastru, lângă un pian. Culori: gri, albastru deschis. Semnat dreapta jos: Szathmári 1875. | Muzeul Național Secuiesc, Sfântu Gheorghe | Cimec    |
|      | Deák Ferenc Autor: Barabás Miklós               | Datare: 1876 Școală: Școală maghiară Dimensiuni: 155x125 cm Material: ulei pe pânză                                                                  | Portret istoric, îl reprezintă pe politicianul maghiar Deák Ferenc (1803-1876). Semnat dreapta jos: Márkosfalvi Barabás Miklós Budapesten 1876. | Muzeul Național Secuiesc, Sfântu Gheorghe | Cimec    |
|      | Autoportret cu pensulă Autor: Gyárfás Jenö      | Datare: 1924 Școală: Școală germană Dimensiuni: 27,5x20 cm Material: ulei pe lemn                                                                    | Autoportret realist, de mici dimensiuni. În mâna stângă a artistului este o pensulă. Culori: alb, galben. Semnat dreapta sus : L. Gyárfás Jenő, 1924. | Muzeul Național Secuiesc, Sfântu Gheorghe | Cimec    |
|      | Proiect de frescă Autor: Mattis-Teutsch, Hans   | Datare: deceniul 50, secolul XX Școală: Școală germană Dimensiuni: 100x70 cm Material: tempera pe carton                                             | Compoziție cu patru figuri umane cu forme geometrice. Culori: galben, brun, roșu. Semnat stânga jos: MT, nedatat. | Muzeul Național Secuiesc, Sfântu Gheorghe | Cimec    |
|      | Proiect de frescă Autor: Mattis-Teutsch, Hans   | Datare: deceniul 50, secolul XX Școală: Școală germană Dimensiuni: 100x70 cm Material: tempera pe carton                                             | Compoziție cu șase figuri umane cu forme geometrice. Culori: brun, albastru, roșu, gri. Nesemnat, nedatat. | Muzeul Național Secuiesc, Sfântu Gheorghe | Cimec    |
|      | Gödri Ferenc Autor: Gyárfás Jenö                | Datare: 1914 Școală: Școală germană Dimensiuni: 114x80,5 cm Material: ulei pe pânză                                                                  | Reprezintă pe primarul de odinioară al orașului Sfântu Gheorghe, Gödri Ferenc, alături de stema familiei nobiliare Gödri. Semnat stânga jos: Gy. J. 1914. | Muzeul Național Secuiesc, Sfântu Gheorghe | Cimec    |
|      | Proiect de frescă Autor: Mattis-Teutsch, Hans   | Datare: mijl. sec. XX Școală: Școală germană Dimensiuni: 70x50 cm Material: tempera pe lemn                                                          | Compoziție cu figuri stilizate. Semnat stânga jos: MT. Nedatat. | Muzeul Național Secuiesc, Sfântu Gheorghe | Cimec    |
|      | Bogdán András Autor: Gyárfás Jenö               | Datare: 1899 Școală: Școală germană Dimensiuni: 145x95 cm Material: ulei pe pânză                                                                    | Semnat și datat stânga jos: L. Gyárfás Jenő 1899. | Muzeul Național Secuiesc, Sfântu Gheorghe | Cimec    |
|      | Portret de nobil Autor: Neugass, Isidor         | Datare: 1847 Școală: Școală germană Dimensiuni: 100x80 cm Material: ulei pe pânză                                                                    | Reprezintă un portret de nobil (portret cu mână). Semnat și datat pe spate: peint par I. Neugass A - O 1847. | Muzeul Național Secuiesc, Sfântu Gheorghe | Cimec    |
|      | Portret de femeie Autor: Neugass, Isidor        | Datare: 1847 Școală: Școală germană Dimensiuni: 100x80 cm Material: ulei pe pânză                                                                    | Semnat și datat pe spate: Paint par I. Neugass A - O 1847. | Muzeul Național Secuiesc, Sfântu Gheorghe | Cimec    |
|      | Copil în cărucior Autor: Csáki-Kopony, Grete    | Datare: sec. XX Școală: Școală germană Dimensiuni: 73x59 cm Material: ulei pe pânză                                                                  | Nesemnat, nedatat. | Muzeul Național Secuiesc, Sfântu Gheorghe | Cimec    |
|      | Pictorița Autor: Thorma János                   | Școală: Școală germană Dimensiuni: 66,5x81,5 cm Material: ulei pe pânză                                                                              | Semnat dreapta jos: Thorma János. Nedatat. | Muzeul Național Secuiesc, Sfântu Gheorghe | Cimec    |
|      | Bivoli Autor: Kováts Ferenc                     | Datare: 1936 Școală: Atelier maghiar Dimensiuni: 120x100 cm Material: ulei pe pânză                                                                  | Semnat pe spate, datat 1936. | Muzeul Național Secuiesc, Sfântu Gheorghe | Cimec    |
|      | Femeie citind Autor: Acs Ferenc                 | Școală: Școală germană Dimensiuni: 54x45 cm Material: ulei pe pânză                                                                                  | Semnat stânga jos: Ács F. Nedatat. | Muzeul Național Secuiesc, Sfântu Gheorghe | Cimec    |
|      | Steag Autor: Mattis-Teutsch, Hans               | Datare: Sec. XX;1/2 Școală: Școală germană Dimensiuni: 90x57 cm Material: ulei pe pânză                                                              | Compoziție cu o figură stilizată, purtând un steag schematic. Semnat stânga jos: MT. Nedatat. | Muzeul Național Secuiesc, Sfântu Gheorghe | Cimec    |
|      | Compoziție Autor: Mattis-Teutsch, Hans          | Datare: Sec. XX;1/2 Școală: Școală germană Dimensiuni: 97,8x59,8 cm Material: ulei pe pânză                                                          | Reprezintă o formă, figură verticală stilizată. Semnat stânga jos: MT. Nedatat. | Muzeul Național Secuiesc, Sfântu Gheorghe | Cimec    |
|      | Compoziție Autor: Mattis-Teutsch, Hans          | Datare: Sec. XX;1/2 Școală: Școală germană Dimensiuni: 59,5x39,5 cm Material: ulei pe pânză                                                          | Reprezintă patru figuri verticale stilizate. Semnat dreapta sus: MT. Nedatat. | Muzeul Național Secuiesc, Sfântu Gheorghe | Cimec    |
|      | Liniște Autor: Mattis-Teutsch, Hans             | Datare: 1924 Școală: Școală germană München Dimensiuni: 49,5x39 cm Material: ulei pe pânză                                                           | Este o compoziție nonfigurativă cu culori reci. Semnat dreapta jos: MT. Datat pe spate: 1924. | Muzeul Național Secuiesc, Sfântu Gheorghe | Cimec    |
|      | Peisaj Autor: Mattis-Teutsch, Hans              | Datare: 1913 Școală: Școală germană München Dimensiuni: 34x44,9 cm Material: ulei pe carton                                                          | Reprezintă un peisaj cu linii și pensulație expresivă. Semnat dreapta jos: MT. Nedatat. | Muzeul Național Secuiesc, Sfântu Gheorghe | Cimec    |
|      | Peisaj cu gâște Autor: Nagy Imre                | Datare: 1966 Școală: Atelier transilvănean Dimensiuni: 97x80,5 cm Material: ulei pe pânză                                                            | Prezintă un pârâu dintr-un sat secuiesc, cu un copil și gâște în prim plan. Semnat și datat stânga sus: Nagy Imre 1966 Zsögöd. | Muzeul Național Secuiesc, Sfântu Gheorghe | Cimec    |
|      | Îmbrățișare Autor: Mattis-Teutsch, Hans         | Școală: școală germană Dimensiuni: L=220 mm, LA=400 mm, Î=55 mm Material: sculptură în lemn                                                          | Semnat stânga jos: „MT”. | Muzeul Național Secuiesc, Sfântu Gheorghe | Cimec    |
|      | Flori sufletești Autor: Mattis-Teutsch, Hans    | Datare: Începutul secolului XX Școală: Școala din Germană - München Dimensiuni: 358 x 288 mm Material: Ulei pe carton                                | Compoziție cu motive geometrice. Culori: portocaliu, roz, albastru, verde, roșu, alb, negru. Nesemnat. Nedatat. Suport: carton subțire cu textură. | Muzeul Național Secuiesc, Sfântu Gheorghe | Cimec    |
|      | Sculptură Autor: Mattis-Teutsch, Hans           | Datare: Începutul secolului XX Școală: Școala din Germană - München Dimensiuni: Î. 223 mm, L.99 mm, LA. 80 mm Material: Sculptură, ceramică colorată | Ceramică pictată în roșu, verde, galben. Semnat la bază, spate jos; „MT”. Nedatat. Suport: ceramică/șamotă pictată. | Muzeul Național Secuiesc, Sfântu Gheorghe | Cimec    |

## Fond
| Foto | Informații generale                                              | Detalii tehnice | Descriere | Deținător                                 | Legături |
| ---- | ---------------------------------------------------------------- | --- | --- | ----------------------------------------- | -------- |
|      | Jusepe de Ribera (copie) Autor: Gyárfás Jenö                     | Școală: Școală germană Dimensiuni: 195x149 cm Material: ulei pe pânză                                                                              | Reproducere după artistul baroc spaniol Jusepe de Ribera. Temă biblică. Nesemnat, nedatat. | Muzeul Național Secuiesc, Sfântu Gheorghe | Cimec    |
|      | Biserica Mátyás Autor: Beron Gyula                               | Datare: prima parte a sec. XX Școală: Atelier maghiar Dimensiuni: 34,5x24,5 cm Material: gravură                                                   | Reprezintă biserica Sfânta Maria Mare (supranumită Mátyás), monument din cetatea din Budapesta. Nesemnat, nedatat. | Muzeul Național Secuiesc, Sfântu Gheorghe | Cimec    |
|      | Garay János Autor: Barabás Miklós                                | Datare: Sec. XX;1/2 Școală: Școală maghiară Dimensiuni: 18,5x17,5 cm Material: litografie; hârtie groasă                                           | Litografie alb-negru. Semnat stânga jos: Barabás 1844. Inscripție tipărită: Garay János. NYOM. HÖFELICH. BÉCSBEN. | Muzeul Național Secuiesc, Sfântu Gheorghe | Cimec    |
|      | Câmp de grâu Autor: Widmann, Walter Rudolf                       | Datare: 1927 Dimensiuni: 52,2x65,2 cm Material: ulei pe pânză                                                                                      | Semnat dreapta jos: W. Widmann 1927. Reprezintă un peisaj cu un câmp în manieră postimpresionistă. | Muzeul Național Secuiesc, Sfântu Gheorghe | Cimec    |
|      | Natură statică Autor: Pataky Etelka                              | Datare: 1926 Școală: Școală din Germania Dimensiuni: 50x45 cm Material: ulei pe pânză                                                              | Semnat stânga jos: G. Pataky E. 1926. Reprezintă o natură statică cu mere. | Muzeul Național Secuiesc, Sfântu Gheorghe | Cimec    |
|      | Peisaj din Balcic Autor: Eder, Hans                              | Datare: Sec. XX;1/2 Școală: Atelier german Dimensiuni: 35,2x49,5 cm Material: ulei pe carton                                                       | Semnat dreapta jos: H.E., nedatat. Reprezintă un peisaj marin (din Balcic) cu case și o moscheie în planul secund. | Muzeul Național Secuiesc, Sfântu Gheorghe | Cimec    |
|      | Fată cu găleți cu apă Autor: Varga Nándor Lajos                  | Datare: 1923 Școală: Atelier budapestan Dimensiuni: 15,5x14,5 cm Material: gravură cu acul                                                         | Reprezintă o fată cu găleți de apă. Semnat și datat dreapta jos: Varga N.L. 1923. | Muzeul Național Secuiesc, Sfântu Gheorghe | Cimec    |
|      | Case din Sighișoara Autor: Hübner, Carol                         | Datare: 1958 Școală: Școală germană Dimensiuni: 50x62,5 cm Material: ulei pe lemn                                                                  | Semnat dreapta jos: K. Hübner, 1958. Reprezintă o vedere cu case din Sighișoara, cu Biserica din Deal în planul secund. | Muzeul Național Secuiesc, Sfântu Gheorghe | Cimec    |
|      | Nicolae Bălcescu Autor: Mattis-Teutsch, Hans                     | Datare: mijlocul sec. XX Școală: Școală germană Dimensiuni: 35x25,1 cm Material: ulei și tempera pe carton                                         | Portretul lui Nicolae Bălcescu, executat în culori: galben, brun, roz, negru. Semnat dreapta jos: MT; nedatat. | Muzeul Național Secuiesc, Sfântu Gheorghe | Cimec    |
|      | Moartea lui Gábor Áron Autor: Gyárfás Jenö                       | Datare: Sec. XX;1/4 Școală: Școală germană Dimensiuni: 26,5x35 cm Material: ulei pe pânză                                                          | Reprezintă o scenă istorică, idealizată cu moartea eroului revoluționar pașoptist Gábor Áron în lupta de la Chichiș (iulie 1849). Nesemnat, neterminat, nedatat. | Muzeul Național Secuiesc, Sfântu Gheorghe | Cimec    |
|      | Jucătorul de șah Autor: Gyárfás Jenö                             | Datare: Sec. XX;1/4 Școală: Școală germană Dimensiuni: 24,4x40 cm Material: ulei pe lemn                                                           | Figură de bărbat în interior elegant stând după o masă de șah. Nesemnat, nedatat. | Muzeul Național Secuiesc, Sfântu Gheorghe | Cimec    |
|      | Natură statică cu autoportret Autor: Bene József                 | Datare: mijlocul sec. XX Școală: Atelier transilvănean Dimensiuni: 78,5x61 cm Material: ulei pe carton                                             | Semnat dreapta sus: Bene. Prezintă autoportretul artistului cu o natură statică, cu o altă imagine cu figuri în planul secund. | Muzeul Național Secuiesc, Sfântu Gheorghe | Cimec    |
|      | Fata la oglindă Autor: Nagy Imre                                 | Datare: 1960 Școală: Școală maghiară Dimensiuni: 100x80 cm Material: ulei pe pânză                                                                 | Semnat dreapta jos: Nagy Imre K-var 1960. Reprezintă o femeie, un nud uitându-se într-o oglindă, cu o fereastră în planul secund. | Muzeul Național Secuiesc, Sfântu Gheorghe | Cimec    |
|      | Studiu la compoziția: Moartea lui Gábor Áron Autor: Gyárfás Jenö | Datare: 1924 Școală: Atelier german Dimensiuni: 55x57 cm Material: ulei pe carton                                                                  | Semnat dreapta sus: L.Gyárfás Jenő, 1924. Reprezintă două figuri lângă roata unui tun. Este o scenă istorică pașoptistă. Studiul a fost realizat pentru compoziția "Moartea lui Gábor Áron". | Muzeul Național Secuiesc, Sfântu Gheorghe | Cimec    |
|      | Dublu portret Autor: Gyárfás Jenö                                | Datare: 1915 Școală: Școală maghiară Dimensiuni: 32x27,4 cm Material: ulei pe lemn                                                                 | Studiu de compoziție, reprezentând un bărbat și o fetiță. Semnat și datat dreapta sus: L. Gyárfás Jenő, 1915. | Muzeul Național Secuiesc, Sfântu Gheorghe | Cimec    |
|      | Mureșul și Oltul Autor: Mattis-Teutsch, Hans                     | Datare: mijlocul sec. XX Școală: Școală germană Dimensiuni: 98x58 cm Material: ulei pe pânză                                                       | Compoziție cu figuri umane în peisaj, cu elemente de râu, simbolice. Culori: galben, albastru. Semnat dreapta jos: MT; nedatat. | Muzeul Național Secuiesc, Sfântu Gheorghe | Cimec    |
|      | Dirijor Autor: Mattis-Teutsch, Hans                              | Datare: 1956 Școală: Școală germană Dimensiuni: 50x35 cm Material: ulei pe carton                                                                  | Reprezintă un portret de dirijor în albastru cu mâinile ridicate, cu trei portrete stilizate în planul secund. Semnat dreapta jos: MT. | Muzeul Național Secuiesc, Sfântu Gheorghe | Cimec    |
|      | Baia Sprie Autor: Mikola András                                  | Datare: Sec. XX;1/4 Școală: Atelier maghiar Dimensiuni: 71,5x110 cm Material: ulei pe pânză                                                        | Reprezintă un peisaj, o vale cu păduri din Baia Sprie, cu figuri umane. Semnat dreapta jos: Mikola; nedatat. | Muzeul Național Secuiesc, Sfântu Gheorghe | Cimec    |
|      | Hristos între bolnavi Autor: Mágori Varga Béla                   | Datare: 1927 Școală: Școală maghiară Dimensiuni: 32x39 cm Material: gravură cu acul; hârtie groasă                                                 | Reprezintă o temă religioasă, biblică de manieră istorizantă. Semnat și datat dreapta jos: Varga Béla 1927. | Muzeul Național Secuiesc, Sfântu Gheorghe | Cimec    |
|      | Compoziție Autor: Mattis-Teutsch, Hans                           | Datare: înc. sec. XX Școală: Școală germană Dimensiuni: 20,3x24,1 cm Material: gravură lemn                                                        | Semnat dreapta jos: MT. Nedatat. | Muzeul Național Secuiesc, Sfântu Gheorghe | Cimec    |
|      | Compoziție Autor: Mattis-Teutsch, Hans                           | Datare: Sec. XX;1/2 Școală: Școală germană Dimensiuni: 16,4x22,8 cm Material: linogravură                                                          | Compoziție de peisaj cu o figură stilizată. Semnat dreapta jos: MT. 10. Nedatat. | Muzeul Național Secuiesc, Sfântu Gheorghe | Cimec    |
|      | Compoziție Autor: Mattis-Teutsch, Hans                           | Datare: 1910 Școală: Școală germană Dimensiuni: 20,5x20 cm Material: linogravură                                                                   | Compoziție cu o figură stilizată. Semnat stânga jos: MT. Datat dreapta jos: 1910. | Muzeul Național Secuiesc, Sfântu Gheorghe | Cimec    |
|      | Compoziție Autor: Mattis-Teutsch, Hans                           | Datare: 1917 Școală: Școală germană Dimensiuni: 24,2x13,1 cm Material: linogravură                                                                 | Compoziție cu o figură stilizată. Semnat dreapta jos: MT. Datat 1917. | Muzeul Național Secuiesc, Sfântu Gheorghe | Cimec    |
|      | Compoziție Autor: Mattis-Teutsch, Hans                           | Datare: Sec. XX;1/2 Școală: Școală germană Dimensiuni: 11,4x14,1 cm Material: linogravură                                                          | Compoziție cu peisaj și figuri stilizate. Semnat stânga jos: MT. Nedatat. | Muzeul Național Secuiesc, Sfântu Gheorghe | Cimec    |
|      | Compoziție Autor: Mattis-Teutsch, Hans                           | Datare: Sec. XX;1/2 Școală: Școală germană Dimensiuni: 18,9x11,5 cm Material: linogravură                                                          | Compoziție cu o figură stilizată. Semnat dreapta jos: MT. Nedatat. | Muzeul Național Secuiesc, Sfântu Gheorghe | Cimec    |
|      | Gheorghe Doja Autor: Mattis-Teutsch, Hans                        | Datare: Sec. XX;1/2 Școală: Școală germană Dimensiuni: 81x55 cm Material: ulei pe pânză                                                            | Portretul idealizat al eroului revoltei țărănești din 1514, Gheorghe Doja. Semnat dreapta jos: MT. Nedatat. | Muzeul Național Secuiesc, Sfântu Gheorghe | Cimec    |
|      | Familia Autor: Mattis-Teutsch, Hans                              | Datare: Sec. XX;1/2 Școală: Școală germană Dimensiuni: 100x63 cm Material: ulei și tempera pe lemn                                                 | Pictură alegorică despre familie. Semnat stânga jos: MT. Nedatat. | Muzeul Național Secuiesc, Sfântu Gheorghe | Cimec    |
|      | Ilieni Autor: Varga Nándor Lajos                                 | Datare: 1936 Școală: Atelier maghiar Dimensiuni: 25,2x39 cm Material: desen pe hârtie                                                              | Opera reprezintă comuna Ilieni (jud. Covasna) văzută dinspre sud. Semnat și datat stânga jos: Varga N.L. 1936. | Muzeul Național Secuiesc, Sfântu Gheorghe | Cimec    |
|      | Grafică Autor: Gyárfás Jenö                                      | Datare: 1885 Școală: Școală germană Dimensiuni: 17,9x23,8 cm Material: desen pe hârtie; tuș                                                        | Este o reprezentare alegorică, feminină, o ilustrație pentru un poem. Semnat și datat dreapta jos: Gyárfás Jenő 1885. | Muzeul Național Secuiesc, Sfântu Gheorghe | Cimec    |
|      | Malul Dunării seara Autor: Zádor István                          | Datare: sec. XX Școală: Școală franceză Dimensiuni: 24,5x34,5 cm Material: gravură; hârtie groasă                                                  | Reprezintă malul Dunării la Budapesta seara. Semnat dreapta jos: Zádor István. Nedatat. | Muzeul Național Secuiesc, Sfântu Gheorghe | Cimec    |
|      | În târg Autor: Nagy Albert                                       | Datare: sec. XX Școală: Școală contemporană transilvăneană Dimensiuni: 70x61,5 cm Material: ulei pe pânză                                          | Reprezintă doi oameni la târg. Semnat dreapta jos: Nagy A. Nedatat. | Muzeul Național Secuiesc, Sfântu Gheorghe | Cimec    |
|      | Primăvara Autor: Nagy Albert                                     | Datare: 1969 Școală: Școală contemporană transilvăneană Dimensiuni: 133x81,5 cm Material: ulei pe pânză                                            | Compoziție cu fete în peisaj rural. Culori: brun, galben, alb, verde. Semnat și datat stânga jos: Nagy A.1969. | Muzeul Național Secuiesc, Sfântu Gheorghe | Cimec    |
|      | Cariatide Autor: Nagy Albert                                     | Datare: 1956 Școală: Școală contemporană transilvăneană Dimensiuni: 127x128 cm Material: ulei pe pânză                                             | Opera reprezintă două femei lucrătoare la o construcție, compuse ca două carietide, coloane antice. Semnat și datat stânga sus: Nagy A.1956. | Muzeul Național Secuiesc, Sfântu Gheorghe | Cimec    |
|      | Compoziție Autor: Nagy Albert                                    | Datare: 1968 Școală: Școală contemporană transilvăneană Dimensiuni: 70x62 cm Material: ulei pe pânză                                               | Figură de cocoș în ploaie. Culori: alb, verde, brun. Semnat dreapta jos: Nagy A. Nedatat (1968). | Muzeul Național Secuiesc, Sfântu Gheorghe | Cimec    |
|      | Diogene Autor: Nagy Albert                                       | Datare: 1949 Școală: Școală contemporană transilvăneană Dimensiuni: 138,5x96,5 cm Material: ulei pe pânză                                          | Reprezintă un om bătrân cu ținută simplă, cu o lampă în mâna stângă, redând un „Diogene", un filosof al timpurilor moderne. Semnat și datat dreapta mijloc: Nagy A. 1949. | Muzeul Național Secuiesc, Sfântu Gheorghe | Cimec    |
|      | Szentkereszthy Béla Autor: Szopos Sándor                         | Datare: 1929 Școală: Școală maghiară Dimensiuni: 152x97 cm Material: ulei pe pânză                                                                 | Reprezintă pe baronul Szentkereszty Béla alături de stema familiei. Semnat și datat dreapta jos: Szopos 1929. | Muzeul Național Secuiesc, Sfântu Gheorghe | Cimec    |
|      | Peisaj Autor: Mattis-Teutsch, Hans                               | Datare: Sec. XX;1/4 Școală: Școală germană München Dimensiuni: 16,7x11,8 cm Material: acuarelă                                                     | Este o compoziție nonfigurativă cu elemente vegetale, pictate cu culori reci. Semnat dreapta jos: MT. Nedatat. | Muzeul Național Secuiesc, Sfântu Gheorghe | Cimec    |
|      | La tors Autor: Nagy Imre                                         | Datare: 1966 Școală: Atelier transilvănean Dimensiuni: 21,8x27,8 cm Material: gravură în metal                                                     | Semnat dreapta jos: Nagy Imre 1926. | Muzeul Național Secuiesc, Sfântu Gheorghe | Cimec    |
|      | Autoportret Autor: Vida Árpád                                    | Datare: înc. sec. XX Dimensiuni: 40,5x31,5 cm Material: litografie                                                                                 | Autoportret bust. Nesemnat, nedatat. | Muzeul Național Secuiesc, Sfântu Gheorghe | Cimec    |
|      | Toboșarul Autor: Gyárfás Jenö                                    | Datare: 1901 Școală: Atelier german Dimensiuni: 50x39,5 cm Material: ulei pe tablă zinc                                                            | Reprezintă un portret de bătrân, văzut din profil. Semnat și datat dreapta sus: Gyárfás Jenö, Studium a Kökösi csatához, 1901. | Muzeul Național Secuiesc, Sfântu Gheorghe | Cimec    |
|      | Peisaj Autor: Mattis-Teutsch, Hans                               | Datare: 1914 Școală: Școală germană München Dimensiuni: 21x16 cm Material: linogravură                                                             | Semnat dreapta jos: MT. Nedatat. | Muzeul Național Secuiesc, Sfântu Gheorghe | Cimec    |
|      | Compoziție Autor: Mattis-Teutsch, Hans                           | Datare: înc. sec. XX Școală: Școală germană München Dimensiuni: 17,2x23,2 cm Material: linogravură                                                 | Semnat stânga jos: MT. Nedatat. | Muzeul Național Secuiesc, Sfântu Gheorghe | Cimec    |
|      | Construcție Autor: Nagy Albert                                   | Datare: 1958 Școală: Școală contemporană transilvăneană Dimensiuni: 88x72 cm Material: ulei pe pânză                                               | Reprezintă o scenă de muncă, de construcție, cu un zidar în partea superioară și cu o muncitoare în partea de jos. Semnat și datat dreapta sus: Nagy A.'58. | Muzeul Național Secuiesc, Sfântu Gheorghe | Cimec    |
|      | Spălatul geamului Autor: Nagy Albert                             | Datare: 1961 Școală: Școală contemporană transilvăneană Dimensiuni: 95,5x77,5 cm Material: ulei pe pânză                                           | Semnat și datat stânga sus: Nagy A.1961. | Muzeul Național Secuiesc, Sfântu Gheorghe | Cimec    |
|      | Tunsul mânzului Autor: Nagy Albert                               | Datare: 1966 Școală: Școală contemporană transilvăneană Dimensiuni: 102x84,5 cm Material: ulei pe pânză                                            | Semnat și datat stânga sus: Nagy A.1966. | Muzeul Național Secuiesc, Sfântu Gheorghe | Cimec    |
|      | Dezvoltare Autor: Nagy Albert                                    | Datare: 1969 Școală: Școală contemporană transilvăneană Dimensiuni: 105,5x90,5 cm Material: ulei pe pânză                                          | Reprezintă un bărbat cu mâna dreaptă ridicată și cu un copil stând pe brațul stâng. În planul secund se văd construcții, blocuri noi. Nesemnat, nedatat. | Muzeul Național Secuiesc, Sfântu Gheorghe | Cimec    |
|      | Învingerea răului Autor: Nagy Albert                             | Datare: 1970 Școală: Școală contemporană transilvăneană Dimensiuni: 80,5x66,5 cm Material: ulei pe pânză                                           | Nesemnat, nedatat. | Muzeul Național Secuiesc, Sfântu Gheorghe | Cimec    |
|      | Doftoroaia Autor: Nagy Albert                                    | Datare: 1967 Școală: Școală contemporană transilvăneană Dimensiuni: 44x33 cm Material: ulei pe pânză                                               | Pictură în ulei pe pânză. Portret de bătrână; culori: brun, negru. Semnat stânga sus: Nagy A. Nedatat. | Muzeul Național Secuiesc, Sfântu Gheorghe | Cimec    |
|      | Baie (Apor Maria) Autor: Nagy Imre                               | Datare: 1967 Școală: Atelier maghiar Dimensiuni: 100x80 cm Material: ulei pe pânză                                                                 | Reprezintă un nud în baie. Semnat dreapta: Nagy Imre. | Muzeul Național Secuiesc, Sfântu Gheorghe | Cimec    |
|      | Portret de bărbat Autor: Nagy Imre                               | Datare: 1925 Școală: Școală contemporană transilvăneană Dimensiuni: 32x30,5 cm Material: ulei pe pânză                                             | Culori: brun, negru. Semnat și datat stânga jos: Nagy Imre 1925. | Muzeul Național Secuiesc, Sfântu Gheorghe | Cimec    |
|      | Portret de copil Autor: Nagy Imre                                | Datare: 1924 Școală: Atelier maghiar Dimensiuni: 58,5x47 cm Material: ulei pe pânză                                                                | Reprezintă un portret de copil îngândurat. Semnat și datat dreapta sus: Nagy Imre 1924. | Muzeul Național Secuiesc, Sfântu Gheorghe | Cimec    |
|      | Căpițe de fân Autor: Börtsök Samu                                | Datare: înc. sec. XX Dimensiuni: 39,5x48 cm Material: ulei pe pânză                                                                                | Reprezintă un peisaj de iarnă cu căpițe de fân, pictat în stil impresionist. Semnat dreapta jos: Börtsök. Nedatat. | Muzeul Național Secuiesc, Sfântu Gheorghe | Cimec    |
|      | Culegători de cartofi Autor: Nagy Imre                           | Datare: 1966 Școală: Atelier maghiar Dimensiuni: 134x118 cm Material: ulei pe pânză                                                                | Reprezintă un peisaj din zona ciucului, cu culegători de cartofi în prim plan. Semnat stânga jos: Nagy / Zsögöd 1966. | Muzeul Național Secuiesc, Sfântu Gheorghe | Cimec    |
|      | Destindere Autor: Nagy Imre                                      | Datare: 1969 Școală: Atelier maghiar Dimensiuni: 72,5x105,5 cm Material: ulei pe pânză                                                             | Reprezintă un nud întins pe pat. Semnat stânga jos: Nagy Imre K-var 1969. | Muzeul Național Secuiesc, Sfântu Gheorghe | Cimec    |
|      | Fata cu pălărie Autor: Nagy Imre                                 | Datare: 1970 Școală: Atelier maghiar Dimensiuni: 71x64,5 cm Material: ulei pe pânză                                                                | Reprezintă un portret de femeie cu o pălărie de paie, alături de natură statică. Semnat dreapta jos: Zsögöd, 1970, Nagy Imre. | Muzeul Național Secuiesc, Sfântu Gheorghe | Cimec    |
|      | Fată torcând Autor: Nagy Imre                                    | Datare: 1939 Școală: Atelier maghiar Dimensiuni: 48x34 cm Material: acuarelă                                                                       | Reprezintă o țărancă torcând, așezată pe un scaun. Semnat stânga jos: Nagy Imre, Zsögöd, 1939. | Muzeul Național Secuiesc, Sfântu Gheorghe | Cimec    |
|      | Mureșul și Oltul Autor: Mattis-Teutsch, Hans                     | Datare: 1920 Școală: Școală ungurească Dimensiuni: 100x91,5 cm Material: ulei pe pânză                                                             | Reprezintă o scenă alegorică cu motive transilvane. Semnat stânga: MT. | Muzeul Național Secuiesc, Sfântu Gheorghe | Cimec    |
|      | La fântână Autor: Nagy Imre                                      | Școală: Atelier maghiar Dimensiuni: L=100 mm, LA=1135mm Material: pictură, ulei pe pânză                                                           | Semnat dreapta jos: „Nagy Imre Zsögöd 1934”. | Muzeul Național Secuiesc, Sfântu Gheorghe | Cimec    |
|      | Doi țigani Autor: Nagy Oszkár                                    | Școală: Atelier maghiar Dimensiuni: L.800 mm LA.700 mm Material: pictură, ulei pe pânză                                                            | Semnat indescifrabil, dreapta jos. | Muzeul Național Secuiesc, Sfântu Gheorghe | Cimec    |
|      | Culesul sfeclei Autor: Nagy Imre                                 | Datare: 1930 Școală: Atelier maghiar Dimensiuni: L. 815 mm LA. 820 mm Material: pictură, ulei pe pânză                                             | Semnat stânga jos: „Nagy Imre Zsögöd”. Datat 1930. | Muzeul Național Secuiesc, Sfântu Gheorghe | Cimec    |
|      | Cap de țăran Autor: Szervátiusz Jenő                             | Școală: Atelier transilvănean Dimensiuni: Î.650 mm, L.330 mm, LA.370 mm Material: sculptură, statuetă,lemn cioplit                                 | Semnat jos lateral: „Szervatiusz 1940”. | Muzeul Național Secuiesc, Sfântu Gheorghe | Cimec    |
|      | Császár Bálint Autor: Gyárfás Jenö                               | Școală: Școală germană Dimensiuni: L.925 mm LA.706 Material: pictură, ulei pe pânză                                                                | Reprezintă pe primarul orașului Sf. Gheorge, Császár Bálint (1826- 1892). Semnat dreapta jos: „Gyárfás Jenő 1891”. | Muzeul Național Secuiesc, Sfântu Gheorghe | Cimec    |
|      | Pótsa Jósef Autor: Gyárfás Jenö                                  | Școală: Școală germană Dimensiuni: L.2150 mm LA.1165 mm Material: pictură, ulei pe pânză                                                           | Reprezintă pe fostul prefect al județului Trei Scaune, Hatolykai Pótsa József (1836- 1908). Semnat stânga jos: „Gyárfás Jenő, 190”. | Muzeul Național Secuiesc, Sfântu Gheorghe | Cimec    |
|      | Autoportret Autor: Gyárfás Jenö                                  | Școală: Școală germană Dimensiuni: L.275 mm LA.178 mm Material: pictură, ulei pe lemn                                                              | Semnat dreapta sus: „L. Gyárfás Jenő, 1924”. | Muzeul Național Secuiesc, Sfântu Gheorghe | Cimec    |
|      | Kálnoky Dénes Autor: Gyárfás Jenö                                | Școală: Școală germană Dimensiuni: L.1520 mm LA.1220 mm Material: pictură, ulei pe pânză                                                           | Semnat stânga jos: „Gy.J.”. | Muzeul Național Secuiesc, Sfântu Gheorghe | Cimec    |
|      | Regele Matei Corvin Autor: Gyárfás Jenö                          | Școală: Școală germană Dimensiuni: L.1220 mm LA.2495 mm Material: pictură, ulei pe pânză                                                           | Scenă istorică cu Matei Corvin alungând delegația papei. Nesemnat. Nedatat | Muzeul Național Secuiesc, Sfântu Gheorghe | Cimec    |
|      | Autoportret Autor: Varga Nándor Lajos                            | Școală: Atelier maghiar Dimensiuni: L.135 mm LA.102 mm Material: grafică, gravură cu acul                                                          | Autoportretul artistului la tinerețe. Semnat dreapta jos: „Varga”. Nedatat | Muzeul Național Secuiesc, Sfântu Gheorghe | Cimec    |
|      | Tamási Áron                                                      | Școală: Atelier maghiar Dimensiuni: L.120 mm LA.95 mm Material: grafică, gravură cu acul                                                           | Scriitorul maghiar, transilvănean Tamási Áron (1897-1967). Semnat dreapta sus: „Varga 193”. | Muzeul Național Secuiesc, Sfântu Gheorghe | Cimec    |
|      | Szentiványi Gyula Autor: Gyárfás Jenö                            | Datare: 1906 Școală: Școala de la München Dimensiuni: 152x96 cm Material: ulei pe pânză                                                            | Semnat dreapta jos: „Gyárfás Jenő 1906”. | Muzeul Național Secuiesc, Sfântu Gheorghe | Cimec    |
|      | Colț din curte Autor: Pataky Etelka                              | Datare: 1926 Școală: Școala de la München Dimensiuni: 45x55 cm Material: ulei pe pânză                                                             | Semnat stânga jos: „G. Pataky E. 1926 VIII”. | Muzeul Național Secuiesc, Sfântu Gheorghe | Cimec    |
|      | Bogdán Arthúr Autor: Gyárfás Jenö                                | Datare: 1912 Școală: Școală din Germania Dimensiuni: 148x95 cm Material: ulei pe pânză                                                             | Semnat stânga jos: „Gy. J. 1912”. | Muzeul Național Secuiesc, Sfântu Gheorghe | Cimec    |
|      | Împăratul Franz Iosif Autor: Gyárfás Jenö                        | Datare: 1899 Școală: Școala de la München Dimensiuni: 148x95 cm Material: ulei pe pânză                                                            | Reprezintă pe împăratul Austro-Ungariei Franz Iosif (domnitor între 1849-1916). Semnat dreapta jos: „L. Gyárfás J. 1899”. | Muzeul Național Secuiesc, Sfântu Gheorghe | Cimec    |
|      | Pótsa Jósef Autor: Gyárfás Jenö                                  | Datare: 1902 Școală: Școala de la München Dimensiuni: 159x97 cm Material: ulei pe pânză                                                            | Personajul pe care reprezintă (Hatolykai Pótsa Jósef) era conducătorul Consiliului Județean Trei Scaune, în a doua parte a secolului XIX. Semnat stânga jos: „Gy. J.” | Muzeul Național Secuiesc, Sfântu Gheorghe | Cimec    |
|      | Nagy Imre și Varga N. Lajos Autor: Varga Nándor Lajos            | Datare: 1921 Școală: Atelier maghiar Dimensiuni: 60x52,5 cm Material: ulei pe pânză                                                                | Autoportret cu prietenul artistului, pictorul și graficianul Nagy Imre. Semnat dreapta jos: „Varga N.L. 1921 Kecskemét”. | Muzeul Național Secuiesc, Sfântu Gheorghe | Cimec    |
|      | Pe verandă Autor: Pataky Etelka                                  | Datare: 1928 Școală: Școala de la München Dimensiuni: 55,5x45 cm Material: ulei pe pânză                                                           | Semnat stânga jos: „G. Pataky E. 1928”. | Muzeul Național Secuiesc, Sfântu Gheorghe | Cimec    |
|      | Cosași Autor: Aba Novák, Vilmos                                  | Datare: 1925 Școală: Atelier maghiar Dimensiuni: 32x44 cm Material: gravură cu acul                                                                | Semnat dreapta jos: „AbaNovák '25”. | Muzeul Național Secuiesc, Sfântu Gheorghe | Cimec    |
|      | Desfacerea porumbului Autor: Nagy Imre                           | Datare: 1924 Școală: Atelier maghiar Dimensiuni: 107x121,5 cm Material: ulei pe pânză                                                              | Semnat dreapta jos: „Nagy Imre Zsögöd 1924”. | Muzeul Național Secuiesc, Sfântu Gheorghe | Cimec    |
|      | Varga Nándor Lajos Autor: Nagy Imre                              | Școală: Atelier maghiar Dimensiuni: 24,5x24,3 cm Material: xilogravură                                                                             | Reprezintă pe artistul plastic Varga Nándor Lajos. Semnat dreapta jos: „Nagy Imre”. Nedatat. | Muzeul Național Secuiesc, Sfântu Gheorghe | Cimec    |
|      | Părinții mei Autor: Nagy Imre                                    | Școală: Atelier maghiar Dimensiuni: 20,3x22,3 cm Material: xilogravură                                                                             | Nesemnat. Nedatat. | Muzeul Național Secuiesc, Sfântu Gheorghe | Cimec    |
|      | La fân Autor: Nagy Imre                                          | Școală: Atelier maghiar Dimensiuni: 21x23,3 cm Material: linogravură                                                                               | Semnat dreapta jos: „Nagy Imre”. Nedatat. | Muzeul Național Secuiesc, Sfântu Gheorghe | Cimec    |
|      | Autoportret Autor: Nagy Imre                                     | Școală: Atelier maghiar Dimensiuni: 67x63 cm Material: gravură cu acul                                                                             | Semnat dreapta jos: „Nagy Imre”. Nedatat. | Muzeul Național Secuiesc, Sfântu Gheorghe | Cimec    |
|      | Peisaj Autor: Nagy Imre                                          | Școală: Atelier maghiar Dimensiuni: 22x20 cm Material: linogravură                                                                                 | Semnat dreapta jos: „Nagy Imre”. Nedatat. | Muzeul Național Secuiesc, Sfântu Gheorghe | Cimec    |
|      | Bolnavul Autor: Nagy Imre                                        | Datare: 1929 Școală: Atelier maghiar Dimensiuni: 24,8x24,2 cm Material: linogravură                                                                | Semnat dreapta jos: „Nagy Imre Zsögöd 1929”. | Muzeul Național Secuiesc, Sfântu Gheorghe | Cimec    |
|      | Peisaj de pădure Autor: Nagy Imre                                | Datare: 1924 Școală: Atelier maghiar Dimensiuni: 12x15,3 cm Material: gravură cu acul                                                              | Semnat dreapta jos: „Nagy Imre, 1924”. | Muzeul Național Secuiesc, Sfântu Gheorghe | Cimec    |
|      | La consfătuire Autor: Nagy Imre                                  | Școală: Atelier maghiar Dimensiuni: 9x13,8 cm Material: gravură cu acul                                                                            | Semnat dreapta jos: „Nagy Imre”. | Muzeul Național Secuiesc, Sfântu Gheorghe | Cimec    |
|      | Peisaj Autor: Nagy Imre                                          | Datare: 1924 Școală: Atelier maghiar Dimensiuni: 12x9,3 cm Material: gravură cu acul                                                               | Semnat dreapta jos: „Nagy Imre 1924”. | Muzeul Național Secuiesc, Sfântu Gheorghe | Cimec    |
|      | Zsögön László Autor: Nagy Imre                                   | Datare: 1924 Școală: Atelier maghiar Dimensiuni: 9,8x9,2 cm Material: gravură cu acul                                                              | Semnat dreapta jos: „Nagy Imre 1924”. | Muzeul Național Secuiesc, Sfântu Gheorghe | Cimec    |
|      | Mama Autor: Nagy Imre                                            | Școală: Atelier maghiar Dimensiuni: 14x14 cm Material: xilogravură                                                                                 | Semnat dreapta jos: „Nagy Imre”. Nedatat. | Muzeul Național Secuiesc, Sfântu Gheorghe | Cimec    |
|      | Szentkereszthy Béla Autor: Gyárfás Jenö                          | Datare: Sfârșitul secolului XIX Școală: Școala maghiară Dimensiuni: 1510 x 965 mm Material: Desen cărbune pe pânză                                 | Schiță de portret pe un șasiu, în partea de sus de formă semicirculară. Nesemnat. Nedatat. | Muzeul Național Secuiesc, Sfântu Gheorghe | Cimec    |
|      | Zăpadă la Gilău Autor: Nagy Albert                               | Datare: A doua jumătate a secolului XX Școală: Școala modernă și contemporană românească Dimensiuni: 1050 x 905 mm Material: Ulei pe pânză         | Peisaj rural de iarnă cu figură. Culori: alb, brun. Semnat stânga jos, cu ulei negru: „Nagy A.”. Nedatat (1967). | Muzeul Național Secuiesc, Sfântu Gheorghe | Cimec    |
|      | Gâștele II Autor: Nagy Albert                                    | Școală: Școala modernă și contemporană românească Dimensiuni: 955 x 855 mm Material: Ulei pe pânză                                                 | Peisaj rural cu gâște. Culori: alb, verde. Semnat stânga sus, cu ulei verde: „Nagy Albert”. Nedatat (1968). | Muzeul Național Secuiesc, Sfântu Gheorghe | Cimec    |
|      | Două figuri Autor: Mattis-Teutsch, Hans                          | Datare: Începutul secolului XX Școală: Școala din Germania - München Dimensiuni: 1000 x 570 mm Material: Ulei pe pânză                             | Două figuri în albastru, în centrul compoziției (culoarea verde deschis, verde închis, albastru deschis și gri). Semnat dreapta jos, cu negru: „MT”. Nedatat. | Muzeul Național Secuiesc, Sfântu Gheorghe | Cimec    |
|      | Proba de sânge Autor: Gyárfás Jenö                               | Datare: Sfârșitul secolului XIX Școală: Școala de la München Dimensiuni: 780 x 1700 Material: Pictură în ulei                                      | Compoziție orizontală. În centrul compoziției se află personajul principal al baladei „Proba de sânge” de Arany János. În jurul lui sunt reprezentați oameni în vârstă și copii. Culori: alb, brun, etc. Lucrarea este un studiu neterminat. Nedatat. | Muzeul Național Secuiesc, Sfântu Gheorghe | Cimec    |
|      | Damokos Mihály Autor: Barabás Miklós                             | Datare: Mijlocul secolului XIX Școală: Școala maghiară Dimensiuni: 233 x 180 mm Material: Acuarelă pe hârtie                                       | Portret bust în miniatură. Culori: gri, alb, roz. Semnat stânga jos: „Barabás M. 1854”. | Muzeul Național Secuiesc, Sfântu Gheorghe | Cimec    |
|      | Peisaj din Baia Mare Autor: Ziffer Sándor                        | Datare: Începutul secolului XX Școală: Școala de la Baia Mare Dimensiuni: 690 x 553 mm Material: Ulei, pânză                                       | Vedere din parcul atelierelor din Baia Mare. Peisaj cu culori: albastru, verde, negru. Semnat stânga jos cu ulei: „Ziffer Sándor 1925”. | Muzeul Național Secuiesc, Sfântu Gheorghe | Cimec    |
|      | Îmbrățișare Autor: Mattis-Teutsch, Hans                          | Datare: Începutul secolului XX Școală: Școala din Germania - München Dimensiuni: 400 x 55 mm Material: Sculptură de lemn                           | Semnat stânga jos: „MT”. | Muzeul Național Secuiesc, Sfântu Gheorghe | Cimec    |
|      | Compoziție Autor: Mattis-Teutsch, Hans                           | Datare: Începutul secolului XX Școală: Școala din Germania - München Dimensiuni: 900 x 580 mm Material: Ulei pe pânză                              | În centrul compoziției, două figuri umane reprezentate în stil constructivist. Culori: albastru, verde. Semnat: stânga jos, cu albastru: „MT”. Nedatat. | Muzeul Național Secuiesc, Sfântu Gheorghe | Cimec    |
|      | Flori sufletești Autor: Mattis-Teutsch, Hans                     | Datare: Începutul secolului XX Școală: Școala din Germania - München Dimensiuni: 360 x 290 mm Material: Ulei pe carton                             | Compoziție cu motive geometrice. Culori: portocaliu, roșu, albastru, verde. Semnat stânga jos, cu albastru: „MT”. Nedatat. | Muzeul Național Secuiesc, Sfântu Gheorghe | Cimec    |
|      | Proba de sânge Autor: Gyárfás Jenö                               | Datare: Sfărșitul secolului XIX Școală: Școala de la München Dimensiuni: 1000 x 2000 mm Material: Ulei pe pânză                                    | Compoziție orizontală, neterminată. Scenă de baladă. În centrul compoziției, o figură feminină într-un constum alb, în stil medieval. Culori: alb, brun, roșu. Nesemnat. Nedatat. | Muzeul Național Secuiesc, Sfântu Gheorghe | Cimec    |
|      | Peisaj Autor: Mattis-Teutsch, Hans                               | Datare: Începutul secolului XX Școală: Școala din Germană - München Dimensiuni: 193 x 298 mm Material: Ulei pe carton                              | Peisaj cu culori: portocaliu, roșu, verde închis, verde deschis, albastru, violet, gri. Semnat dreapta jos, cu verde închis: „MT”. Nedatat. | Muzeul Național Secuiesc, Sfântu Gheorghe | Cimec    |
|      | Desen Autor: Mattis-Teutsch, Hans                                | Datare: Începutul secolului XX Școală: Școala din Germană - München Dimensiuni: 445 x 315 mm Material: Desen cu cărbune pe hârtie                  | Semnat dreapta jos, cu negru: „MT”. Nedatat. | Muzeul Național Secuiesc, Sfântu Gheorghe | Cimec    |
|      | Desen Autor: Mattis-Teutsch, Hans                                | Datare: Începutul secolului XX Școală: Școala din Germană - München Dimensiuni: 450 x 310 mm Material: Desen cu cărbune pe hârtie                  | Semnat dreapta jos, cu negru cărbune: „MT”. Nedatat. | Muzeul Național Secuiesc, Sfântu Gheorghe | Cimec    |
|      | Sculptură Autor: Mattis-Teutsch, Hans                            | Datare: Începutul secolului XX Școală: Școala din Germană - München Dimensiuni: Î.333 mm, L. 255 mm, LA. 60 mm Material: Sculptură în lemn, pictat | Semnat în partea din spate, cu cretă albastră: „Sf. Gh.”, în partea din față, stânga jos, semnat: „MT”. Nedatat | Muzeul Național Secuiesc, Sfântu Gheorghe | Cimec    |
|      | Casa părintească Autor: Mattis-Teutsch, Hans                     | Datare: Începutul secolului XX Școală: Școala din Germană - München Dimensiuni: 350 x 460 mm Material: Ulei pe pânză                               | Casă de locuit cu grădină, în culori gri, verde și galben. Semnat dreapta jos cu ulei gri: MT. Suport: pânză de in, fără șasiu. Strat pictural: subțire, cu o reliefare ușoară, stratul de culoare murdară, prezintă lipsuri și cracluri la margini. Verso: Scris cu tuș: A. 1036 M. Sf. Gh. (Cu creion) Mattis Teutsch 1884 - 1960: Szülöi háza. 1914 (Dimensiunile lucrării) 0,350 / 0, 460. Stare de conservare: Stânga sus la colț - lipsă; sus la mijloc lipsă de culoare, dreapta mijloc - lipsă de culoare; dreapta jos la colț - cracluri; jos la mijloc - murdărie; stânga jos la colț - lipsă și zgârieturi. | Muzeul Național Secuiesc, Sfântu Gheorghe | Cimec    |
|      | Fată cu ulcior Autor: Ziffer Sándor                              | Datare: Începutul secolului XX Școală: Școala de la Baia Mare Dimensiuni: 1000 x 675 mm Material: Ulei pe pânză                                    | Portret de fată cu ulcior. Vestimetație executată în culoare verde închis. Semnat stânga joc su ulei: Ziffer Sándor 1941. Verso: scris cu tuș numărul de inventar. | Muzeul Național Secuiesc, Sfântu Gheorghe | Cimec    |
|      | Flori sufletești Autor: Mattis-Teutsch, Hans                     | Datare: Începutul secolului XX Școală: Școala din Germană - München Dimensiuni: 350 x 250 mm Material: Ulei pe carton                              | Compoziție cu forme geometrice cu culori verde închis, verde deschis, portocalie, roz, albastru, galben, roșu, negru. Semnat dreapta jos cu verde închis: MT. Nedatat. Suport: carton subțire texturat, în spate urme de bandă adezivă și de lipici. Strat pictural: subțire, unele zone ușor reliefate. Culorile verde și negru prezintă cracluri, fără vernil. Verso: Scris cu tuș A.337 cu două ori, Mattis-Teutsch 1924, Compoziție, ulei 35/25 cm. Stare de conservare: Culoarea verde închis și negru este plin cu cracluri și toate colțurile sunt perforate (colțul de jos, stâng este îndoit).                | Muzeul Național Secuiesc, Sfântu Gheorghe | Cimec    |
|      | Portret de bărbat Autor: Barabás Miklós                          | Datare: Mijlocul secolului XIX Școală: Școala maghiară Dimensiuni: 655 x 525 mm Material: Ulei pe pânză                                            | Portret bust. Portret de bărbat cu barbă. Culori: gri, brun. Semnat stânga, la mijloc cu ulei negru: Barabás 1850. | Muzeul Național Secuiesc, Sfântu Gheorghe | Cimec    |
|      | Flori sufletești Autor: Mattis-Teutsch, Hans                     | Datare: Începutul secolului XIX Școală: Școala din Germană - München Dimensiuni: 360 x 290 mm Material: Ulei pe carton                             | Compoziție cu motive geometrice cu culori albastru, negru, roșu, violet, verde închis, verde deschis. Semnat dreapta jos cu culoare verde: MT. Nedatat. Suport: carton subțire texturat. Strat: pictural: are urme de muscă, nevernisat. Verso: scris cu tuș A.939 Muz. Sf. Gh. - scris cu creion 0,360/0,290 mm Stare de conservare: Toate colțurile perforate: Colțul jos, stânga: îndoit. | Muzeul Național Secuiesc, Sfântu Gheorghe | Cimec    |
|      | Peisaj Autor: Mattis-Teutsch, Hans                               | Datare: Începutul secolului XIX Școală: Școala din Germană - München Dimensiuni: 298 x 395 mm Material: Ulei pe carton                             | Peisaj de pâdure cu culori portocalie, verde roz și violet. Suport carton gros, în spate straturi de benzi adezive din diferite materiale. Strat pictural: subțire pe alocuri reliefat suprafață de pictură murdară, dreapta jos are lipsuri de strat de pictură. Verso: Scris cu tuș: A.963 Muz. Sf. Gh., Mattis-Teutsch 1909, 0,300/0,395 mm Starea de conservare: Pe suprafața stratului pictural (partea dreaptă a tabloului) urme de stropire. Toate colțurile sunt exfoliate; dreapta jos la margine pierdere de strat pictural; marginea de jos la mijloc accidentală                                           | Muzeul Național Secuiesc, Sfântu Gheorghe | Cimec    |
|      | Peisaj din Baia Mare Autor: Ziffer Sándor                        | Datare: Începutul secolului XIX Școală: Școala de la Baia Mare Dimensiuni: 745 x 995 mm Material: Ulei pe pânză                                    | Vedere din parcul atelierelor. Peisaj cu culori: albastru, galben, verde Semnat dreapta jos: Ziffer. Nedatat. | Muzeul Național Secuiesc, Sfântu Gheorghe | Cimec    |
|      | Desen Autor: Mattis-Teutsch, Hans                                | Datare: Începutul secolului XIX Școală: Școala din Germană - München Dimensiuni: 450 x 315 mm Material: Desen cu cărbune pe hârtie                 | Semnat stânga jos cu negru: MT. Nedatat. Suport: hârtie groasă, îngălbenită cu îndoituri. Verso: scris cu tuș A.986 Muz. Sf. Gh., propietatea familiei, Mattis-Teutsch perioada 1915-24, semnat "sgj" cu cărbune. | Muzeul Național Secuiesc, Sfântu Gheorghe | Cimec    |